# تپه سیلان آقا جان
تپه سیلان آقا جان مربوط به دوره اشکانیان - سده‌های متاخر دوران‌های تاریخی پس از اسلام است و در شهرستان کمیجان، بخش مرکزی، دهستان خنجین، روستای فرک واقع شده و این اثر در تاریخ ۱۸ اسفند ۱۳۸۷ با شمارهٔ ثبت ۲۵۰۸۱ به‌عنوان یکی از آثار ملی ایران به ثبت رسیده است.